# Roshel Senator
Roshel Senator je kolesni oklepni transporter oziroma vojaški oklepni avtomobil, ki ga proizvaja kanadsko podjetje Roshel. Temelji na šasiji Forda F-550 in je neprebojen proti osebnemu orožju, kot so bojne puške. Sprva je bil razvit kot platforma za ekipe SWAT, mirovne misije in druge organe pregona, je zmožen tudi opravljanja lahkih bojnih nalog v vlogi lahkega oklepnega vozila ali pehotnega vozila. Roshel ga obravnava kot oklepno vozilo. Vozilo so pričeli izdelovati aprila 2018, prvi so v uporabo prišli istega leta.

## Zgodovina
Leta 2020 je bilo vozilo uporabljeno za prevoz astronavtov Boba Behnkena in Douga Hurleyja med poskusnim poletom Dragon Demo. 
Leta 2022 je bilo veliko novoizdelanih Senatorjev poslanih v Ukrajino v okviru kanadske vojaške pomoči ukrajinski vladi med rusko invazijo nanjo leta 2022. Nekaj Senatorjev je uporabila Državna mejna služba Ukrajine. Zaradi povečanega povpraševanja je Roshel povečal proizvodnjo na 1.000 vozil letno.
Januarja 2023 je Kanada v okviru vojaške pomoči Ukrajini napovedala paket v vrednosti 90 milijonov CAD z 200 Senatorji po ceni 450.000 kanadskih dolarjev na oklepnik. Istega meseca je notranje ministrstvo tuzelskega kantona (Bosna in Hercegovina) napovedalo pridobitev 4 vozil za policijske namene.

## Operaterji

### Trenutni operaterji
- Bosna in Hercegovina
- Kanada
- Ukrajina[4]
- Združene države Amerike
  - NASA[8]